# Stöffin
Stöffin ist ein Ortsteil der Kreisstadt Neuruppin im brandenburgischen Landkreis Ostprignitz-Ruppin.
Am 6. Dezember 1993 wurde Stöffin nach Neuruppin eingemeindet.

## Geografie
Das Straßendorf Stöffin liegt etwa 7 Kilometer südwestlich der Kernstadt von Neuruppin, an der Bundesautobahn 24.

## Geschichte
Die erste urkundliche Erwähnung stammt aus 1256 als Steuin in anderen Urkunden auch als Steffin, Stevin und Stoffin benannt. Eine Namensdeutung leitet sich vom slawischen Wort Stavn ab und bedeutet am stehenden Wasser liegendes Dorf. Der Ort hat schon vom selben Jahr an einen eigenen Pfarrer namens Dom. Arnold und die Kirche gehört ab 1581 zur Filiale von Protzen.
Um 1490 war Stöffin ein Teil der im Kern reichsunmittelbaren Herrschaft Ruppin unter der Landesherrschaft der Grafen von Lindow-Ruppin.
Im Jahre 1447 hatte Stöffin drei Rittergüter die der Familie von Gadow gehörten und im Jahre 1617 verpfändeten Christoph und Matthias Ludewig von Gadow den Besitz an den Magistrat zu Neuruppin. Der Magistrat erhielt ein Gut zum Eigentum als Lehngut vom Kurfürsten Georg Wilhelm (Brandenburg) (was jeweils 1651 und 1699 seine Bestätigung fand). Es wurde zu dieser Zeit als Kämmerei Gut bezeichnet und hatte 6 freie Hufen und bestand aus 3 Bauernhöfen und einem extra Bauernhof der Ruppiner Kirche der von der Kalandbruderschaft verwaltet wurde. Die beiden anderen Güter gingen an die von Quast zu Protzen und denen von Jurgaß zu Ganzer. Das letztgenannte jurgaßsche Rittergut ging in Nachfolge an die Familie von Rohr, die im Jahr 1708 auch das Gut derer von Quast kauften. Somit ging am 30. November 1709 der Gesamtbesitz an Stöffin und Wustrau an Hans Wilhelm, Karl Ehrenreich, Ludolf Otto und Joachim Friedrich von Rohr. In der Folge besaß das Fräulein Knobloch zu Pessin zwei Anteile des Gutes zu 7 (von Abgaben) freien Hufen Ackerland, 4 freie Pfarrhufen, 1 freies Kirchenhufe und 7 Bauernhöfen.
Der Erbzins-Besitzer des Kämmerei Gutes war zu jener Zeit Amtmann Bath und Stöffin hatte 13 Ganzbauern (Vollhüfner) (davon besaßen zwei Bauern von Abgaben befreite Höfe) mit 42 Hufen von mittelmäßiger Güte und Wiesen zur Heugewinnung im Wustrauschen-, Protzenschen- und Fehrbellinscher Luch.
Rückblickend zu Stöffin, dass Dorf brannte 1638 gänzlich nieder und hatte lange mit den Nachwirkungen des Dreißigjährigen Kriegs zu tun, da noch 1687 11 Bauernhöfe brach lagen und mit Tierseuchen, durch die in den Jahren 1749, 1751 und 1762 die Bauern ihren Viehbestand verloren.
Unter den Einwohnern im Jahre 1798 befanden sich 3 Hirten, 11 Einlieger, 1 Schmidt und Zimmermann, 2 Schäfer und 64 Dienstboten. Das Patronatsrecht und die Gerichtsbarkeit lag bei den Gütern. Stöffin gehörte von 1773 bis 1872 dem Grafen von Königsmarck zu Berlitt (bekannt sind Generalmajor Hans Christoph Königsmarck (1701–1779), sein Großneffe Hans Valentin Ferdinand von Königsmarck (1773–1849) und sein älterer Sohn Hans Karl Albrecht von Königsmarck (1799– 1876))

### Die Dorfkirche
Die Feldsteinkirche wurde im 13. Jahrhundert errichtet. Die Kirche ist ein einschiffiger Bau aus Feldstein. Der Kirchturm, erst im Jahre 1659 erbaut, wurde am 8. Dezember 1703 durch Sturmböen umgerissen und begrub das Kirchenschiff unter sich. Die Reparatur der Kirche mit Turm erfolgte im Jahre 1727. Im Inneren befindet sich ein Altaraufsatz (Altarretabel), die Kanzel aus demselben Jahr und eine Sakramentsnische des 16. Jh. mit Schablonenmalerei, zur damaligen Aufbewahrung der Abendmahl- und Taufutensilien (lat. vasa sacra). Die Kirche gehört zur evangelischen Gesamtkirchengemeinde Protzen-Wustrau-Radensleben im Kirchenkreis Wittstock-Ruppin der Evangelischen Kirche Berlin-Brandenburg-schlesische Oberlausitz. Die Kirche erhält im Jahre 1869 eine Orgel, vom Orgelbauer Friedrich Hermann Lütkemüller.

### Die Feuerwehr
Am 10. Oktober 2009 wurde im Rahmen der Umstrukturierung der Feuerwehr Neuruppin aus der Freiwilligen Feuerwehr Stöffin zusammen mit den Feuerwehren aus dem Wohnplatz Treskow und dem Ortsteil Buskow der neue Löschzug Südwest gebildet. Zeitgleich erfolgte die Einweihung des neuen Feuerwehrhauses für diesen Löschzug an der Hermann-Riemschneider-Straße 2 in Neuruppin.

### Einwohnerentwicklung
| Jahr      | 1766 | 1785 | 1798 | 2017 |
| Einwohner | 171  | 172  | 192  | 232  |

### Historische Landwirtschaft

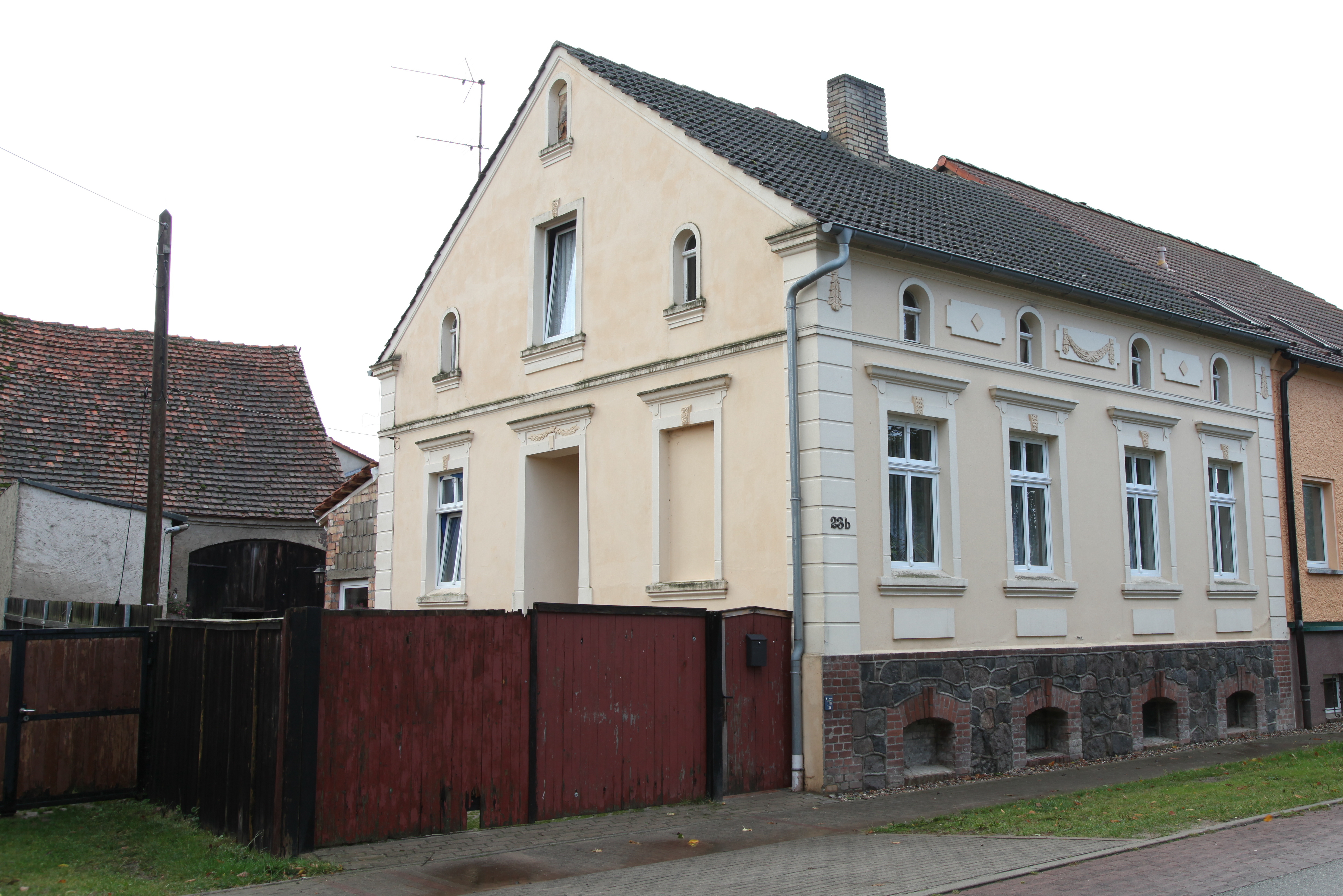
Ehemaliges Wohnhaus eines Kleinbauern Dorfstraße 23b

| Aussaat     | Weizen      | Roggen                | Gerste                | Hafer                  | Erbsen                | Wicken      | Kartoffeln | Leinsamen             |
| Menge       | 11 Scheffel | 35 Winspel 1 Scheffel | 13 Winspel 6 Scheffel | 15 Winspel 11 Scheffel | 3 Winspel 13 Scheffel | 10 Scheffel | 7 Winspel  | 1 Winspel 13 Scheffel |
| Tierbestand | Pferde      | Rinder                | Schafe                |                        |                       |             |            |                       |
| Stück       | 65          | 172                   | 992                   |                        |                       |             |            |                       |

## Politik

### Ortsbeirat
- Ortsvorsteher Harald Krumhoff
- Ortsbeiratsmitglieder Jan Gehrt, Frank Steiner

## Vereine

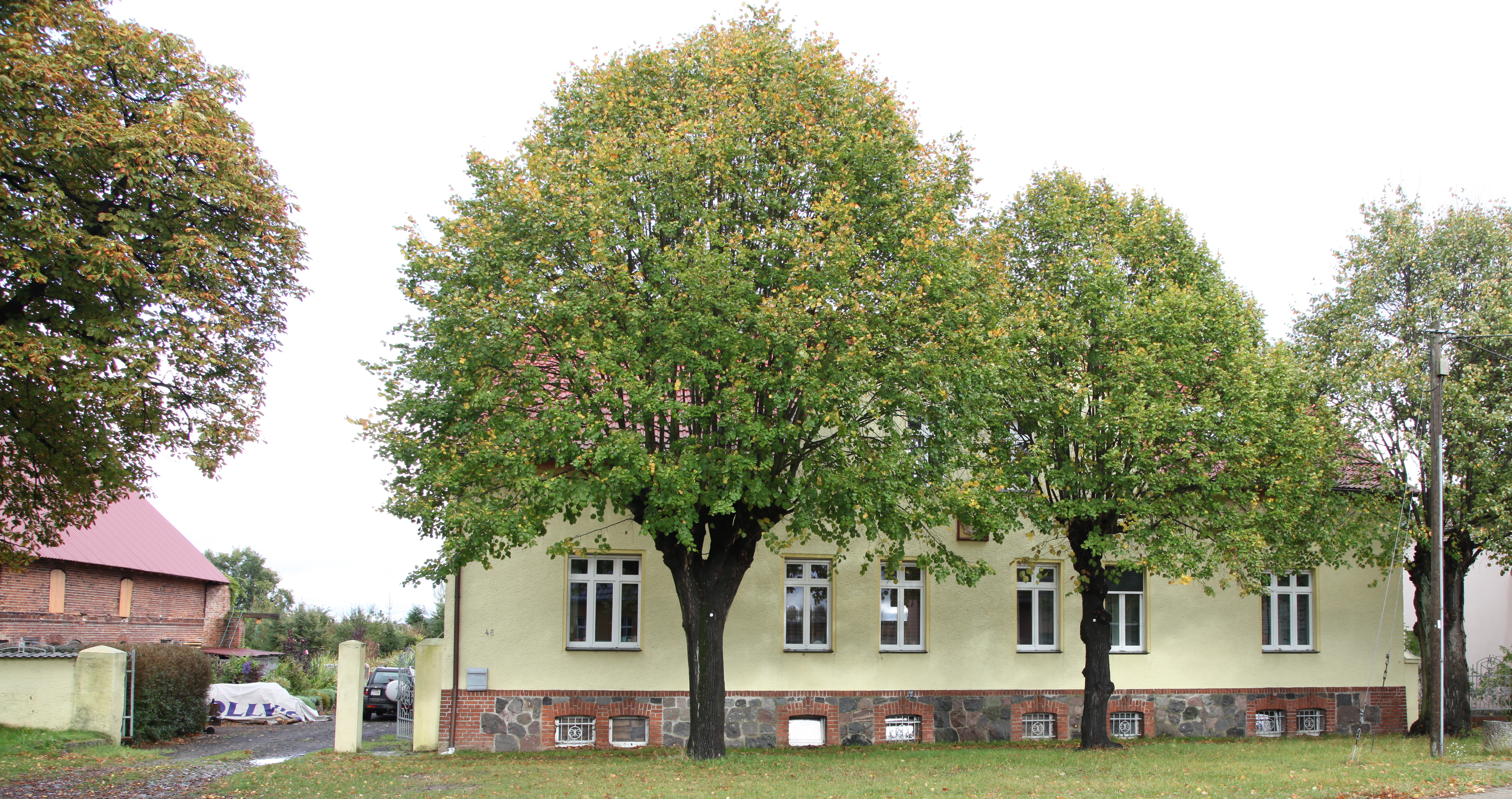
Kulturhaus mit Gaststätte Dorfstraße 48b

- Heimat- und Kulturverein Stöffin 2008 e. V. mit Dorfgemeinschaftshaus[8]

## Sagen
Der Schäfer von Stöffin

Ein Schäfer verzog einmal von Stöffin nach Dahlhausen in der Prignitz, wo es ihm nicht gefiel.

Einst trat er auf eine Anhöhe, sah mit schwerem Herzen nach der Richtung von Stöffin und rief:

„Stöffin, Stöffin, du schönes Land Ruppin!“

„Dålhûsen is Kåhlhûsen!“

„Ên Ei? – Ick bliew hier nich!“ –

„Twê Eier un’n Büss vull Botter“,

„Wenn’t sô noch woll, denn bliew ick woll!“

   Mitgeteilt durch Herrn Lehrer Fehse zu Dierberg